# Chrysiptera kuiteri
Chrysiptera kuiteri är en fiskart som beskrevs av Allen och Rajasuriya, 1995. Chrysiptera kuiteri ingår i släktet Chrysiptera och familjen Pomacentridae. Inga underarter finns listade i Catalogue of Life.